# Élections législatives japonaises de 2024
Les 50es élections à la Chambre des représentants (第50回衆議院議員総選挙, Dai-gojūkai Shūgiin-giin sōsenkyo) du Japon ont lieu de manière anticipée le 27 octobre 2024 afin de renouveler ses 465 membres pour un mandat de quatre ans.
Le scrutin est un important revers pour le Parti libéral-démocrate (PLD) du Premier ministre Shigeru Ishiba. Affaibli par un scandale financier ayant touché plusieurs de ses membres, ainsi que par ses liens avec la secte Moon révélés par l'assassinat de Shinzō Abe deux ans plus tôt, il perd la majorité absolue des sièges qu'il détenait. Son allié, le Kōmeitō , recule également, privant la coalition de la possibilité de conserver la majorité.
Tablant sur le manque d'unité de l'opposition, menée par le Parti démocrate constitutionnel (PDC) et le Parti démocrate du peuple (PDP), Ishiba décide de se maintenir à la tête d'un gouvernement minoritaire.

## Contexte

### Prédominance du Parti libéral-démocrate
La vie politique japonaise est largement dominée par le Parti libéral-démocrate (PLD), au pouvoir depuis 1955 de manière quasi-ininterrompue à l'exception de deux brèves alternances, l'une, de 1993 à 1994, à la suite de la crise économique consécutive à l'éclatement d'une bulle spéculative, l'autre, de 2009 à 2012, d'un scandale de corruption après la Décennie perdue,.
Outre le soutien de son allié Kōmeitō, le PLD parvient cependant chaque fois à se renouveler et retrouver une majorité à la chambre, le parti étant constitué de puissantes factions en son sein qui s'alternent au pouvoir. De 2012 à 2023, le gouvernement est ainsi mené par son aile droite, la faction Seiwa Seisaku Kenkyūkai, dont sont membres les Premiers ministres Shinzo Abe, Yoshihide Suga et Fumio Kishida, tout en faisant face à la montée de la faction Shisuikai.

### Élections de 2021

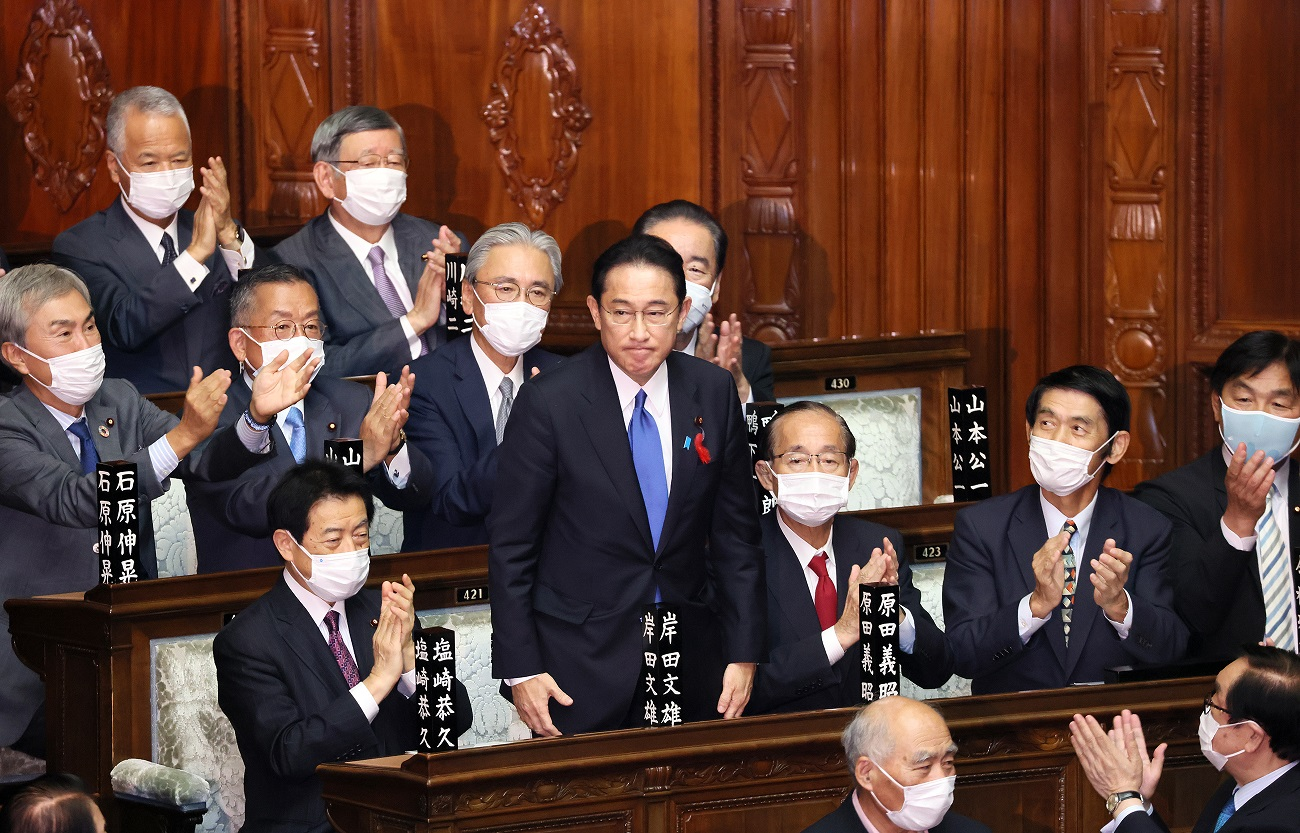
Fumio Kishida est élu Premier ministre le 4 octobre 2021.

Fumio Kishida se déclare en 2021 candidat pour succéder à Yoshihide Suga au poste de Premier ministre. Dans son programme, il vise particulièrement la compétitivité scientifique et technologique et le renforcement des investissements dans les semi-conducteurs et autres techniques de pointe. Son élection à la tête du PLD, le 29 septembre 2021, en fait de facto le successeur de Yoshihide Suga au poste de Premier ministre,.
Bénéficiant du soutien des membres dirigeants du parti, Fumio Kishida l'emporte au second tour sur Tarō Kōno, davantage populaire au sein des militants. La confirmation de Kishida, perçu comme un modéré, au poste de Premier ministre a lieu le 4 octobre,,.
Fumio Kishida conserve la ligne de ses prédécesseurs en matière de défense, de diplomatie et d'économie. Il décide de porter les dépenses militaires à 47,2 milliards d’euros pour l'année 2021 et envisage de les doubler par la suite pour les porter à 2 % du PIB du pays.

### Assassinat de Shinzō Abe
Après l'assassinat de l'ancien Premier ministre Shinzō Abe, le 8 juillet 2022, en raison de ses liens avec la secte Moon, la polémique sur l'influence de cette dernière sur le gouvernement contraint Kishida à effectuer un remaniement pour écarter les ministres trop proches de la secte. Sont ainsi évincés le ministre de la défense Nobuo Kishi, petit frère de Shinzo Abe, le ministre de l’économie Koichi Hagiuda et le président de la Commission nationale de la sécurité publique Satoshi Ninoyu,,. D'après un sondage, 86 % des Japonais pensent que les politiciens doivent rompre leurs liens avec la secte Moon, et seuls 7 % pensent que ce n'est pas nécessaire. De nouveaux scandales conduisent à une série de démissions au sein du gouvernement en fin d'année 2022.

### Scandale financier au sein du PLD
Le Parti libéral-démocrate est touché par un important scandale financier. En novembre 2023, plusieurs factions de l'aile conservatrice — Seiwa Seisaku Kenkyūkai, Kōchikai et Shisuikai — du parti sont mises en cause pour le détournement de plus de 600 millions de yen de fonds de campagne vers des caisses noires illicites.
Le scandale redouble en intensité début décembre lorsque Fumio Kishida est interrogé à la chambre à ce sujet  par l'opposition. Le Premier ministre se retrouve contraint le 13 décembre de destituer le ministre de l'Économie, du Commerce et de l'Industrie Yasutoshi Nishimura, le ministre de l'Intérieur et des Communications Junji Suzuki, et le ministre de l'Agriculture, des Forêts et de la Pêche Ichiro Miyashita ainsi que le Secrétaire général du Cabinet Hirokazu Matsuno et le vice-ministre de la Défense Hiroyuki Miyazawa. Le PLD fait face le même jour à une motion de censure déposée par le Parti démocrate constitutionnel (PDC). Si elle s'avère infructueuse, elle permet à l'opposition de renouveler de vives attaques contre le PLD, accusé d'être incapable de faire face à la corruption dans ses rangs,,.

### Retour de Yoshihiko Noda à la tête du Parti démocrate constitutionnel
Le 23 septembre 2024, l'ancien Premier ministre Yoshihiko Noda est élu à la tête du Parti démocrate constitutionnel. Ancien président de ce qui portait alors le nom de Parti démocrate du Japon, il entend recentrer celui-ci, qui est alors progressiste, en perspective des prochaines élections législatives dont l'anticipation est attendue dans le contexte de l'élection d'un nouveau président du Parti libéral-démocrate au pouvoir.

### Convocation anticipée par Shigeru Ishiba
Alors qu'il était pressenti pour briguer un deuxième mandat à la présidence du Parti libéral-démocrate, Fumio Kishida annonce le 14 août 2024 son intention de ne pas concourir à l'élection prévue pour le mois de septembre suivant.
Pour la cinquième fois de sa carrière, Shigeru Ishiba concourt en septembre 2024 à l'élection à la présidence du Parti libéral-démocrate face à huit autres concurrents. Membre de la faction Shisuikai, il l'emporte au second tour par 215 voix favorables, contre 194 pour Sanae Takaichi, de la faction Seiwa Seisaku Kenkyūkai, devenue faction  Mori. Il promeut une politique économique fondée sur le développement régional et le maintien d'une politique étrangère fondée sur le renforcement des capacités de défense du Japon ainsi que le rapprochement avec les États-Unis et la Corée du Sud.
La presse japonaise indique peu après son élection que Shigeru Ishiba travaille, en parallèle de la formation de son gouvernement et de la direction du PLD, sur la possibilité d'anticiper les élections législatives au 27 octobre suivant. Il est élu Premier ministre le 1er octobre, à la suite du vote des deux chambres de la Diète, succédant à Fumio Kishida. Il annonce des élections législatives anticipées pour le 27 octobre.
Le nouveau Premier ministre tente de répondre au scandale récent en s’excusant pour son parti et en promettant des réformes en matière de lutte contre la corruption. Le PLD subit cependant une importante perte de popularité, tandis que plusieurs députés du PLD quittent le parti pour se présenter aux élections en tant qu'indépendants, reprochant à Ishida de se servir du scandale pour évincer les anciens soutiens de Shinzo Abe,.

## Système électoral

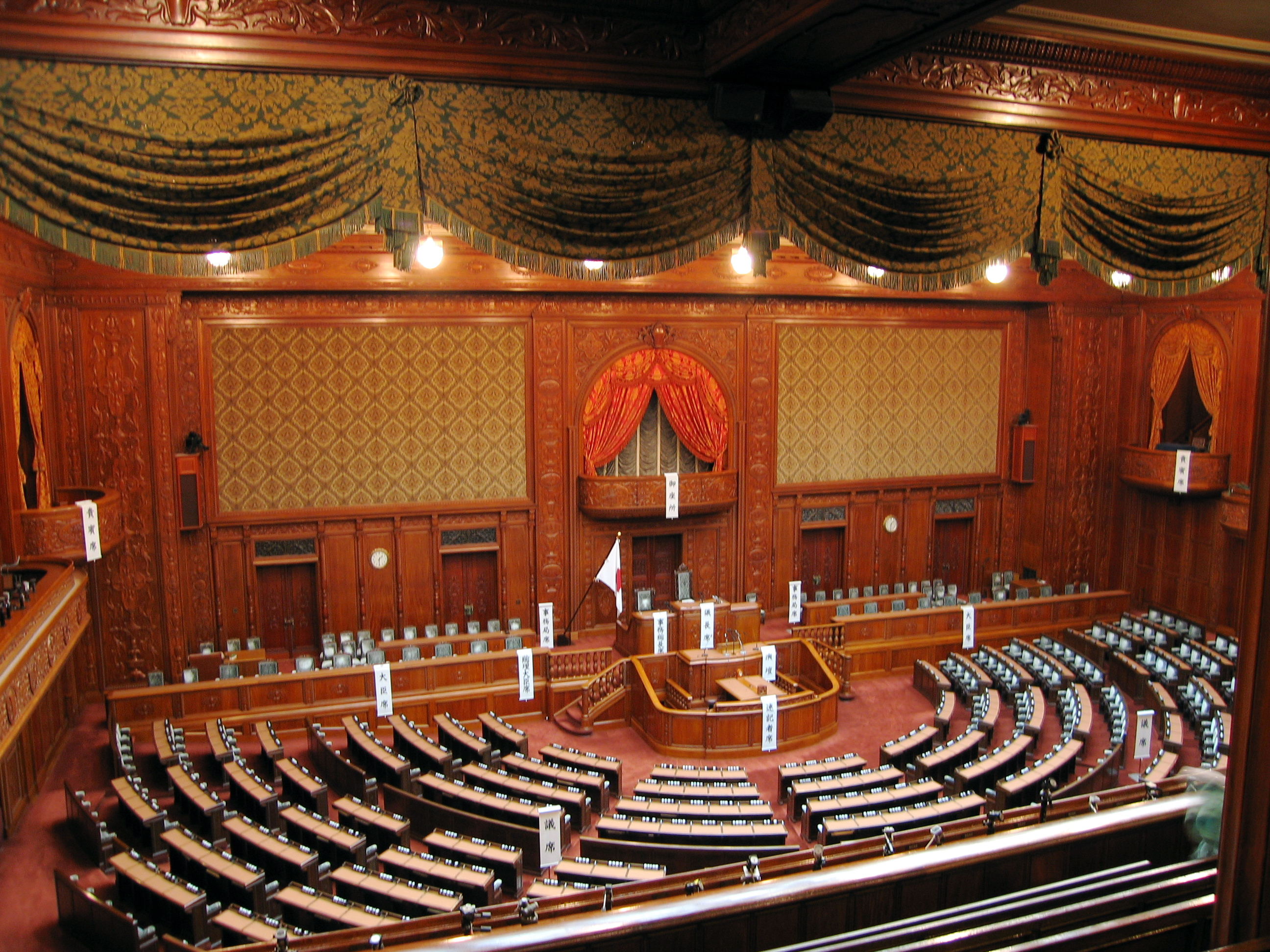
Intérieur du Bâtiment de la Diète nationale à Tokyo.

Le Japon est doté d'un parlement bicaméral dont la chambre basse, dite Chambre des représentants, se compose de 465 députés élus pour un mandat de quatre ans selon un mode de scrutin parallèle. Sur ce total, 289 sièges sont ainsi pourvus au scrutin uninominal majoritaire à un tour dans autant de circonscriptions, tandis que les  176 sièges restants sont pourvus au scrutin proportionnel plurinominal de liste dans 11 circonscriptions de 6 à 29 sièges.
Les deux modes de répartition des sièges font l'objet d'un vote séparé : les électeurs votent en même temps pour un candidat au scrutin uninominal majoritaire à un tour et pour une liste de candidats au scrutin proportionnel. Un même candidat peut se présenter aux deux types d'élections, mais uniquement si la circonscription uninominale est incluse dans celle plurinominale. Les listes comportent autant de candidats ne se présentant qu'au scrutin proportionnel que de sièges à pourvoir, auxquels viennent éventuellement se rajouter les candidats se présentant aux deux scrutins. Ces derniers deviennent cependant prioritaires à l'attribution des sièges s'ils ont perdu au scrutin majoritaire avec quelques voix d'écart seulement.
Contrairement à des systèmes mixtes tels que le système électoral allemand ou lesothan, les sièges élus à la proportionnelle n'ont ici pas pour but de venir compenser une distorsion des résultats en sièges par rapport à la répartition en voix au niveau national, mais s'ajoutent simplement les uns aux autres comme deux élections parallèles ayant lieu simultanément. Le parti arrivé en tête dans une circonscription plurinominale l'étant souvent également dans les circonscriptions uninominales qui en font partie, leur addition donne au mode de scrutin japonais une tendance majoritaire.

## Campagne
Le parti au pouvoir se retrouve au coeur d'une controverse lorsque la presse annonce que celui-ci a financé à hauteur de 20 millions de yens les campagnes électorales de douze députés sortants accusés de corruption et qui ont concouru comme indépendants.

## Résultats
|                          |                                       |                  |                  |                  |                  |                  |                  |                  |                  |              |               |  |  |  |  |  |  |  |  |
| Partis                   | Partis                                | Scrutin de liste | Scrutin de liste | Scrutin de liste | Scrutin de liste | Circonscriptions | Circonscriptions | Circonscriptions | Circonscriptions | Total Sièges | +/-           |  |  |  |  |  |  |  |  |
| Partis                   | Partis                                | Votes            | %                | +/-              | Sièges           | Votes            | %                | Sièges           | +/-              | Total Sièges | +/-           |  |  |  |  |  |  |  |  |
|                          | Parti libéral-démocrate (PLD)         | 14 582 690       | 26,73            | 7,93             | 59               | 20 867 762       | 38,46            | 132              | 55               | 191          | 68            |  |  |  |  |  |  |  |  |
|                          | Parti démocrate constitutionnel (PDC) | 11 564 217       | 21,20            | 1,20             | 44               | 15 740 860       | 29,01            | 104              | 47               | 148          | 52            |  |  |  |  |  |  |  |  |
|                          | Parti démocrate du peuple (PDP)       | 6 172 427        | 11,32            | 6,81             | 17               | 2 349 583        | 4,33             | 11               | 5                | 28           | 17            |  |  |  |  |  |  |  |  |
|                          | Kōmeitō (K)                           | 5 964 415        | 10,93            | 1,45             | 20               | 730 401          | 1,35             | 4                | 5                | 24           | 8             |  |  |  |  |  |  |  |  |
|                          | Parti de l'innovation (Ishin)         | 5 105 127        | 9,36             | 4,65             | 15               | 6 048 103        | 11,15            | 23               | 3                | 38           | 3             |  |  |  |  |  |  |  |  |
|                          | Reiwa Shinsengumi                     | 3 805 060        | 6,98             | 3,12             | 9                | 425 445          | 0,78             | 0                | en stagnation    | 9            | 5             |  |  |  |  |  |  |  |  |
|                          | Parti communiste japonais (PCJ)       | 3 362 966        | 6,16             | 1,09             | 7                | 3 695 806        | 6,81             | 1                | en stagnation    | 8            | 2             |  |  |  |  |  |  |  |  |
|                          | Sanseitō                              | 1 870 347        | 3,43             | Nv               | 3                | 1 357 189        | 2,50             | 0                | en stagnation    | 3            | 3             |  |  |  |  |  |  |  |  |
|                          | Parti conservateur du Japon           | 1 145 622        | 2,10             | Nv               | 2                | 95 613           | 0,18             | 1                | 1                | 3            | 3             |  |  |  |  |  |  |  |  |
|                          | Parti social-démocrate (PSD)          | 934 598          | 1,71             | 0,06             | 0                | 283 287          | 0,52             | 1                | en stagnation    | 1            | en stagnation |  |  |  |  |  |  |  |  |
|                          | Minna de tsukuru tō                   | 23 784           | 0,04             | 1,35             | 0                | 29 275           | 0,05             | 0                | en stagnation    | 0            | en stagnation |  |  |  |  |  |  |  |  |
|                          | Autres partis                         | 18 455           | 0,03             | –                | 0                | 103 979          | 0,19             | 0                | –                | 0            | –             |  |  |  |  |  |  |  |  |
|                          | Indépendants                          |                  |                  |                  |                  | 2 534 571        | 4,67             | 12               | 4                | 12           | 4             |  |  |  |  |  |  |  |  |
|                          |                                       |                  |                  |                  |                  |                  |                  |                  |                  |              |               |  |  |  |  |  |  |  |  |
| Votes valides            | Votes valides                         | 54 549 720       | 97,53            |                  |                  | 54 261 877       | 97,01            |                  |                  |              |               |  |  |  |  |  |  |  |  |
| Votes blancs et nuls     | Votes blancs et nuls                  | 1 379 079        | 2,47             | 1 672 577        | 2,99             |                  |                  |                  |                  |              |               |  |  |  |  |  |  |  |  |
| Total                    | Total                                 | 55 928 799       | 100              | –                | 176              | 55 934 454       | 100              | 289              | en stagnation    | 465          | en stagnation |  |  |  |  |  |  |  |  |
| Abstention               | Abstention                            | 47 951 950       | 46,16            |                  |                  | 47 946 295       | 46,16            |                  |                  |              |               |  |  |  |  |  |  |  |  |
| Inscrits / participation | Inscrits / participation              | 103 880 749      | 53,84            | 103 880 749      | 53,84            |                  |                  |                  |                  |              |               |  |  |  |  |  |  |  |  |

## Analyse

Résultats par parti par circonscription.

Cartogramme des résultats par circonscription.

Bien qu'arrivé à nouveau en tête, le Parti libéral-démocrate (PLD) subit un très fort recul et perd la majorité absolue des sièges, une défaite largement attribuée au scandale financier de la caisse noire. Ce dernier s'est en effet cumulé à la chute durable de la popularité du parti, déjà entamée par la forte hausse de l'inflation ainsi que la révélation de ses liens avec la secte Moon lors de l'enquête sur l'assassinat de Shinzō Abe. Au soir du vote, le Premier ministre Shigeru Ishiba reconnaît que son parti a « reçu un jugement sévère »,. Alors que le PLD avait pu compter par le passé sur son allié, le Kōmeitō, pour conserver la majorité, celui-ci recule également. Le gouvernement sortant se retrouve ainsi privé de la majorité à la Chambre, même en comptant sur les membres du PLD atteints par le scandale financier, élus en tant qu'indépendants. Il s'agit d'une lourde défaite pour Shigeru Ishiba, qui tablait sur ces élections anticipées pour légitimer son accession au pouvoir,. Plusieurs membres haut placés du PLD partisans de l'ancienne ministre Sanae Takaichi appellent ainsi l’exécutif du parti à prendre ses responsabilités et se retirer. Le directeur de la campagne du PLD, Shinjirō Koizumi, démissionne le 28 octobre tandis que le ministre de la Justice Hideki Makihara fait part de son intention de quitter ses fonctions,.
Pour la première fois depuis 2009, l'opposition se retrouve en mesure de former un gouvernement. Celle-ci est cependant divisée entre plusieurs formations dont le Parti démocrate constitutionnel (PDC) et le Parti démocrate du peuple (PDP), arrivés respectivement deuxième et troisième du scrutin. Le dirigeant du PDC, Yoshihiko Noda, appelle à la formation d'une coalition réunissant son parti, le PDP, le Parti japonais de l'innovation (Ishin) et le Parti communiste japonais. Une telle coalition ne réunirait cependant pas non plus la majorité des sièges, laissant incertain le vote à venir sur la désignation du nouveau Premier ministre,,. En position de faiseur de rois, le PDP fait l'objet d'appels du pieds de la part du Premier ministre, qui se montre disposé à négocier un protocole d'entente partiel avec celui-ci. Son dirigeant, Yuichiro Tamaki, déclare cependant exclure une alliance formelle avec le PLD et le Kōmeitō, tout en étant ouvert au vote de lois au cas par cas avec n'importe quelle formation politique,.
Malgré ce revers, Ishiba annonce sa volonté de ne pas démissionner, pour ne pas laisser le pays dans une situation de vide du pouvoir. S'il promet des réformes au sein du PLD, le Premier ministre affirme cependant ne pas avoir l'intention d'élargir sa coalition à d'autres partis, et de former ainsi un gouvernement minoritaire.

## Formation du gouvernement
Shigeru Ishiba est effectivement réélu Premier ministre à la suite du vote de la nouvelle chambre le 11 novembre 2024. Il est élu au second tour, et à la majorité simple, une première depuis 30 ans. Il dirige cependant un gouvernement minoritaire, à dix-huit sièges de la majorité absolue dans la chambre basse. Il reste cependant susceptible d'être renversé par une motion de censure au cas où le Parti démocrate du peuple lui retire son soutien.